# The Angel and the Dark River
The Angel and the Dark River è il terzo LP della Doom metal band inglese My Dying Bride. L'album è stato riedito nel 1996, con l'aggiunta del brano "The Sexuality of Bereavement" e del cd bonus "Live at the Dynamo" registrato durante l'apparizione al "Dynamo Festival" del 1995.

## Il disco
The Angel and the Dark River è forse il disco dei My Dying Bride che maggiormente vede la band allontanarsi dalle loro origini death metal, pur mantenendo un chiaro sound doom metal all'interno della loro musica. In esso Aaron Stainthorpe utilizza al massimo la sua espressione canora mentre il violino di Martin Powell e le tastiere creano un'ottima base musicale, capace di sopportare tale voce. Salvo l'ultima traccia della pubblicazione originale, "Your Shameful Heaven", il ritmo del disco è abbastanza lento, con l'unica eccezione della veloce percussione di Rick Miah.
I testi di Aaron Stainthorpe continuano sulla riga di Turn Loose the Swans, incentrandosi quindi sul simbolismo religioso e i problemi sociali.

## Tracce

### Versione originale
1. The Cry of Mankind – 12:13
2. From Darkest Skies – 7:48
3. Black Voyage – 9:46
4. A Sea to Suffer In – 6:31
5. Two Winters Only – 9:01
6. Your Shameful Heaven – 6:59
7. The Sexuality of Bereavement – 8:04 *

- *Bonus track nella versione digipak

### Live at the Dynamo *
1. Your River – 8:13
2. A Sea to Suffer In – 6:21
3. Your Shameful Heaven – 6:21
4. The Forever People – 4:52

- *Bonus cd contenuto nella versione digipak

## Formazione
- Aaron Stainthorpe - voce
- Andrew Craighan - chitarra
- Calvin Robertshaw - chitarra
- Adrian Jackson - basso
- Martin Powell - violino, tastiere
- Rick Miah - batteria